# Cameroon International 2019
Die Cameroon International 2019 im Badminton fanden vom 14. bis zum 17. November 2019 in Yaoundé statt.

## Sieger und Platzierte
| Disziplin    | Gold                                   | Silber                                                      | Bronze                                                |
| ------------ | -------------------------------------- | ----------------------------------------------------------- | ----------------------------------------------------- |
| Herreneinzel | Ade Resky Dwicahyo                     | Luka Wraber                                                 | Elias Bracke                                          |
| Herreneinzel | Ade Resky Dwicahyo                     | Luka Wraber                                                 | Maxime Moreels                                        |
| Dameneinzel  | Soraya Aghaei Hajiagha                 | Dorcas Ajoke Adesokan                                       | Wiktoria Dąbczyńska                                   |
| Dameneinzel  | Soraya Aghaei Hajiagha                 | Dorcas Ajoke Adesokan                                       | Sabrina Solis                                         |
| Herrendoppel | Godwin Olofua Anuoluwapo Juwon Opeyori | Adham Hatem Elgamal Ahmed Salah                             | Sifeddine Larbaoui Mohamed Abdelaziz Ouchefoun        |
| Herrendoppel | Godwin Olofua Anuoluwapo Juwon Opeyori | Adham Hatem Elgamal Ahmed Salah                             | Michel Henri Assembe Felix Dureil Nkonomo Bengono     |
| Damendoppel  | Doha Hany Hadia Hosny                  | Madeleine Carene Leticia Akoumba Ze Laeticia Guefack Ghomsi | Georges Cécile Vanessa Balogog Patricia Kouakap Chimi |
| Damendoppel  | Doha Hany Hadia Hosny                  | Madeleine Carene Leticia Akoumba Ze Laeticia Guefack Ghomsi | Halla Bouksani Linda Mazri                            |
| Mixed        | Adham Hatem Elgamal Doha Hany          | Ahmed Salah Hadia Hosny                                     | Sifeddine Larbaoui Halla Bouksani                     |
| Mixed        | Adham Hatem Elgamal Doha Hany          | Ahmed Salah Hadia Hosny                                     | Mohamed Abdelaziz Ouchefoun Linda Mazri               |